# SCM Verlagsgruppe
Die SCM Verlagsgruppe GmbH ist ein Unternehmen der Stiftung Christliche Medien. Sie agiert von den Standorten Holzgerlingen, Wetzlar und Witten aus und ist mit den Marken SCM R. Brockhaus, SCM Hänssler, Gerth Medien, adeo Verlag, Born Verlag, der SCM Verlagsauslieferung und dem Zeitschriften- und Internet-Spezialisten SCM Bundes-Verlag sowie etwa 250 Mitarbeitenden die führende Verlagsgruppe im Bereich der evangelischen Publizistik. Darüber hinaus verfügt die SCM Verlagsgruppe über eigene Online-Portale und erreicht eine große Zahl von Direktkunden.
Im September 2023 wurden wirtschaftliche Herausforderungen bekannt, die zu einer Umstrukturierung führten. Die Buchhandelsfilialen und Shops wurden im Februar 2024 von der Alpha Buchhandlung übernommen.

## Top Seller 2020
| Titel                                         | Umsatz in T€ |
| --------------------------------------------- | ------------ |
| 24 x Weihnachten neu erleben                  | 693          |
| Meine Real Life Story – Philipp Mickenbecker  | 181          |
| Ich bin bei dir – Sonderausgabe – Sarah Young | 115          |
| Der Bibelraucher – Wilhelm Bunz               | 98           |
| krea.tief beten – Nelli Bangert               | 94           |